# 毛士龍
毛 士龍（もう しりょう、生没年不詳）は、明末の官僚。字は伯高、号は禹門。本貫は常州府宜興県。

## 生涯
1613年（万暦41年）、進士に及第した。杭州府推官に任じられた。1620年（泰昌元年）、天啓帝が即位すると、士龍は刑科給事中に抜擢され、姚宗文を点検の不一致により弾劾した。12月、楊漣が官を去ると、士龍は上疏して留任を求めた。1621年（天啓元年）1月、梃撃の案・紅丸の案・移宮の案の三案を上疏して論じ、孫慎行・陸夢龍・陸大受・何士晋・馬徳灃・王之寀・楊漣らには社稷に功績があり、魏濬らには正直な人物を害した罪があると述べた。天啓帝はこれを受け入れた。
李選侍の移宮の案を巡って、その部下の宦官の劉朝・田詔・劉進忠ら5人が宮中の財産を盗んだ罪で刑部の獄に下された。刑部尚書の黄克纘がかれらを弁護し、その冤罪を主張したが、天啓帝は聞き入れず、死刑を論告された。この年の5月、太監の王安が罷免され、魏進忠が任用された。田詔らが重ねて賄賂を贈ったので、魏進忠はその部下の李文盛らに上疏させて5人の冤罪を訴えさせた。魏進忠は5人の死刑を猶予するとの天啓帝の旨を伝えた。旨が刑科に下されると、士龍が三度文書を検査し、旨を天啓帝のもとに差し戻した。黄克纘は5人の冤罪を訴え、減刑するよう求めた。士龍は黄克纘が旨におもねって法を曲げており、大臣に不適格であるとして弾劾し、なおかつ劉朝らの罪を全て列挙した。このため魏進忠と宦官たちは士龍を憎むようになった。魏進忠は広く密告を奨励し、天津の廃将の陳天爵が李永芳と通交していると誣告して、その一家五十数人を逮捕し、詔により獄に下した。士龍はすぐさま錦衣の駱思恭と誣告者の罪を弾劾した。魏進忠は懿安張皇后に自己の権力を掣肘されていることを恨んで、死刑囚の孫二を出所させたとの嘘の流言をまき散らした。士龍は流言の出元を追及して逆徒に列したので、魏進忠はますます士龍を憎むようになった。
9月、士龍は不正に財産を蓄えた罪で順天府丞の邵輔忠を弾劾し、李希孔・王允成も同調して弾劾した。邵輔忠は士龍が杭州の官にあったときに官庫から横領して妓を私したと訴え、魏進忠がその上疏に同調した。吏部尚書の周嘉謨らは両人の訴えが風聞に過ぎず、刑を緩めるよう請願した。魏進忠は聞き入れず、士龍は官籍から削られ、邵輔忠は官職を失って蟄居した。魏進忠は後に魏忠賢と改名し、政権を掌握したが、士龍を恨んでやまなかった。1624年（天啓4年）12月、魏忠賢の仲間の張訥が士龍を弾劾し、再び官籍から削られた。1625年（天啓5年）3月、汪文言の獄に連座して、李三才から賄賂3000を受け取ったとされ、一兵卒として平陽衛に派遣された。1626年（天啓6年）12月、御史の劉徽が以前の邵輔忠の上奏を取り上げて、士龍を弾劾し、法司に下そうとした。士龍は魏忠賢が自分を殺そうとしていると知って、夜中に城壁を越えて逃走した。士龍の妾は逃亡を知らされておらず、腹いせに役人に訴えたが、号泣しながら道案内したため、役人は追いかけることができなかった。士龍はひそかに宜興の家に帰り、妻子を連れて太湖に舟を浮かべて免れた。
崇禎帝が即位すると、魏忠賢は処刑された。朝士たちが士龍の冤罪を訴えたため、崇禎帝はその罪を全て赦した。士龍は宮殿を訪れて赦恩に感謝を示し、冤罪に落とされた理由を述べた。崇禎帝はかれを憐れんで、もとの官に戻したものの、致仕して任用されなかった。1641年（崇禎14年）、同郷の周延儒が入閣すると、士龍は漕儲副使として起用され、蘇州府や松江府などの江南諸州の食糧を監督した。1642年（崇禎15年）11月、入朝して太僕寺少卿となった。1643年（崇禎16年）3月、左僉都御史に抜擢された。左都御史の李邦華や副都御史の恵世揚がまだ着任していなかったため、士龍がひとりで都察院の事務を管掌した。福建巡按の李嗣京を弾劾して捕らえた。10月、病のため辞職し、帰郷した。明の滅亡後に死去した。